# 유성 (조양강후)
유성(劉聖, ? ~ ?)은 전한 후기의 제후로, 광릉여왕의 아들이다.

## 행적
본시 원년(기원전 73년), 조양후(朝陽侯)에 봉해졌다. 시호를 강(荒)이라 하였고, 아들 유광덕이 작위를 이었다.

## 출전
- 반고, 《한서》 권15하 왕자후표 下

| 선대 (첫 봉건) | 전한의 조양후 기원전 73년 7월 임자일 ~ ? | 후대 아들 조양사후 유광덕 |